# عقایدالنساء و مرآت‌البلهاء
عقایدالنساء و مرآت‌البُلَهاء دو رسالهٔ انتقادی در فرهنگ توده هستند که به کوشش محمود کتیرایی پدید آمدند. عقاید النساء که در زمان شاه سلیمان صفوی در سدهٔ یازدهم هـ. ق نوشته شده و از دیرباز در ایران و فرنگستان به کلثوم‌ننه آوازه یافته و منسوب به جمال‌الدین محمد خوانساری است. مرآت‌البُلهاء لغت‌نامهٔ عامیانه‌ای است که آن را به افراد متعددی از جمله شریعتمدار تبریزی و میرزا حبیب‌الله لشکرنویس نسبت داده‌اند.